# هوكي الجليد البارالمبي في دورة الألعاب البارالمبية الشتوية 2022
أُقيمت منافسات هوكي الجليد لذوي الاحتياجات الخاصة ضمن الألعاب البارالمبية الشتوية 2022 في الاستاد الوطني المسقوف، الصين، في الفترة من 5 إلى 13 مارس 2022. تنافس ما مجموعه سبعة فرق في بطولة الفرق المختلطة.
أصبحت يو جينغ من الصين ثالث لاعبة هوكي جليد بارالمبية، سبقتها بريت ماياسوند أوين ولينا شرودر من النرويج اللتان تنافستا سابقًا في هوكي الجليد لذوي الاحتياجات الخاصة في الألعاب البارالمبية الشتوية.

## الحائزون على الميداليات
| الحدث                | الذهبية | الفضية | البرونزية |
| -------------------- | --- | --- | --- |
| بطولة الفرق المختلطة | الولايات المتحدة · رالف دي كويبيك · ترافيس دودسون · ديفيد يوستاس · ديكلان فارمر · نوح غروف · مالك جونز · غريفين لاماري · جين لي · كيفن ماكي · جوش ميسيفيتش · إيفان نيكولز · جوش بولس · ريكو رومان · برودي رويبال · جاك والاس · جوزيف وودكي · كايل زيك | كندا · روب آرمسترونغ · بيلي بريدجز · رود كرين · بن ديلاني · آدم ديكسون · جيمس دان · تايرون هنري · ليام هيكل · أنطون جاكوبس-ويب · آدم كينغسميل · دومينيك لاروك · زاتش لافين · أنطوان ليهو · تايلر ماكغريغور · غاريت رايلي · براندن سيسون · غريغ ويستليك | الصين · باي شوي سونغ · تشي هانغ · تسوي يوتاو · هو غوانغ جيان · جي يان تشاو · لي هونغ غوان · ليون تشي · تشيو ديان بينغ · شين يي فنغ · سونغ شياو دونغ · تيان جين تاو · وانغ جو جيانغ · وانغ وي · وانغ تشي دونغ · شو جين تشيانغ · يو جينغ · تشانغ تشنغ · تشو تشان فو |

## التأهيل
| حدث التأهيل               | التاريخ                   | المكان     | الشواغر | المتأهلون                                                                                  |
| ------------------------- | ------------------------- | ---------- | ------- | ------------------------------------------------------------------------------------------ |
| البلد المضيف              | 31 يوليو 2015             | كوالالمبور | 1       | الصين                                                                                      |
| بطولة العالم 2021         | 19–26 يونيو 2021          | أوسترافا   | 5       | كندا · الولايات المتحدة · قالب:Country data روسيا · كوريا الجنوبية · قالب:Country data CZE |
| بطولة التأهيل البارالمبية | 26 نوفمبر – 1 ديسمبر 2021 | برلين      | 2       | إيطاليا · قالب:Country data SVK                                                            |

## حكام المباريات
تم اختيار 5 حكام و7 حكام خطوط للبطولة.
| الحكام - كيفن ويبينغر - جاكوب غرومسن - كينيث دانيالسن - أوي لوثكي - بوبي إسبوزيتو | حكام الخطوط - دافيد نوثيغر - مات فيرغينبوم - جان فانييك - لويس بييلين - تيبور فازيكاش - أندرياس لوندين - توني روندستروم |

## الجولة التمهيدية
جميع الأوقات بالتوقيت المحلي (الصين).
خطأ لوا: bad argument #1 to 'formatNum' (NaN).
| 5 مارس 2022 09:35 | اللجنة البارالمبية الدولية | ألغيت | كوريا الجنوبية | الاستاد الوطني المسقوف، بكين |

| 5 مارس 2022 13:05 | الولايات المتحدة | 5–0 (2–0, 2–0, 1–0) | كندا | الاستاد الوطني المسقوف، بكين |

| Game reference | Game reference | Game reference | Game reference             | Game reference                                             |
| --- | -------------- | -------------- | -------------------------- | ---------------------------------------------------------- |
| | جين لي         | Goalies        | دومينيك لاروك آدم كينغسميل | Referee: أوي لوثكي Linesmen: أندرياس لوندين توني روندستروم |
| \| بولس (فارمر، والاس) (ق.ق.) – 05:44 \| 1–0 \| \| \| رويبال (فارمر) – 14:48 \| 2–0 \| \| \| جونز (والاس، غروف) – 25:27 \| 3–0 \| \| \| ميسيفيتش (فارمر، بولس) – 28:57 \| 4–0 \| \| \| فارمر (ماكي، ميسيفيتش) – 41:26 \| 5–0 \| \| |                |                |                            | Referee: أوي لوثكي Linesmen: أندرياس لوندين توني روندستروم |
| 2 min | Penalties      | 4 min          |                            | Referee: أوي لوثكي Linesmen: أندرياس لوندين توني روندستروم |
| 26 | Shots          | 9              |                            | Referee: أوي لوثكي Linesmen: أندرياس لوندين توني روندستروم |
| بولس (فارمر، والاس) (ق.ق.) – 05:44 | 1–0            |                |                            | Referee: أوي لوثكي Linesmen: أندرياس لوندين توني روندستروم |
| رويبال (فارمر) – 14:48 | 2–0            |                |                            | Referee: أوي لوثكي Linesmen: أندرياس لوندين توني روندستروم |
| جونز (والاس، غروف) – 25:27 | 3–0            |                |                            | Referee: أوي لوثكي Linesmen: أندرياس لوندين توني روندستروم |
| ميسيفيتش (فارمر، بولس) – 28:57 | 4–0            |                |                            |                                                            |
| فارمر (ماكي، ميسيفيتش) – 41:26 | 5–0            |                |                            |                                                            |

| 6 مارس 2022 09:35 | كندا | ألغيت | اللجنة البارالمبية الدولية | الاستاد الوطني المسقوف، بكين |

| 6 مارس 2022 13:05 | كوريا الجنوبية | 1–9 (0–5, 0–4, 1–0) | الولايات المتحدة | الاستاد الوطني المسقوف، بكين |

| Game reference | Game reference            | Game reference                        | Game reference       | Game reference                                            |
| --- | ------------------------- | ------------------------------------- | -------------------- | --------------------------------------------------------- |
| | لي جاي-وونغ تشوي هيوك-جون | Goalies                               | جين لي غريفين لاماري | Referee: جاكوب غرومسن Linesmen: لويس بييلين مات فيرغينبوم |
| \| \| 0–1 \| 04:25 – والاس (ميسيفيتش، نيكولز) \| \| \| 0–2 \| 08:58 – والاس (دودسون) \| \| \| 0–3 \| 09:43 – ميسيفيتش (فارمر، نيكولز) \| \| \| 0–4 \| 11:03 – رويبال (فارمر، والاس) \| \| \| 0–5 \| 13:53 – والاس (ميسيفيتش، بولس) \| \| \| 0–6 \| 24:56 – جونز (زيك، دي كويبيك) \| \| \| 0–7 \| 26:51 – فارمر (ميسيفيتش، بولس) (ق.ق.) \| \| \| 0–8 \| 28:27 – فارمر (رويبال، بولس) (ق.ق.) \| \| \| 0–9 \| 29:47 – جونز (نيكولز، فارمر) (ق.ق.) \| \| جونغ – 33:21 \| 1–9 \| \| |                           |                                       |                      | Referee: جاكوب غرومسن Linesmen: لويس بييلين مات فيرغينبوم |
| 10 min | Penalties                 | 2 min                                 |                      | Referee: جاكوب غرومسن Linesmen: لويس بييلين مات فيرغينبوم |
| 3 | Shots                     | 39                                    |                      | Referee: جاكوب غرومسن Linesmen: لويس بييلين مات فيرغينبوم |
| | 0–1                       | 04:25 – والاس (ميسيفيتش، نيكولز)      |                      | Referee: جاكوب غرومسن Linesmen: لويس بييلين مات فيرغينبوم |
| | 0–2                       | 08:58 – والاس (دودسون)                |                      | Referee: جاكوب غرومسن Linesmen: لويس بييلين مات فيرغينبوم |
| | 0–3                       | 09:43 – ميسيفيتش (فارمر، نيكولز)      |                      | Referee: جاكوب غرومسن Linesmen: لويس بييلين مات فيرغينبوم |
| | 0–4                       | 11:03 – رويبال (فارمر، والاس)         |                      |                                                           |
| | 0–5                       | 13:53 – والاس (ميسيفيتش، بولس)        |                      |                                                           |
| | 0–6                       | 24:56 – جونز (زيك، دي كويبيك)         |                      |                                                           |
| | 0–7                       | 26:51 – فارمر (ميسيفيتش، بولس) (ق.ق.) |                      |                                                           |
| | 0–8                       | 28:27 – فارمر (رويبال، بولس) (ق.ق.)   |                      |                                                           |
| | 0–9                       | 29:47 – جونز (نيكولز، فارمر) (ق.ق.)   |                      |                                                           |
| جونغ – 33:21 | 1–9                       |                                       |                      |                                                           |

| 8 مارس 2022 09:35 | الولايات المتحدة | ألغيت | اللجنة البارالمبية الدولية | الاستاد الوطني المسقوف، بكين |

| 8 مارس 2022 13:05 | كندا | 6–0 (2–0, 1–0, 3–0) | كوريا الجنوبية | الاستاد الوطني المسقوف، بكين |

| Game reference | Game reference | Game reference | Game reference            | Game reference                                               |
| --- | -------------- | -------------- | ------------------------- | ------------------------------------------------------------ |
| | دومينيك لاروك  | Goalies        | لي جاي-وونغ تشوي هيوك-جون | Referee: كينيث دانيالسن Linesmen: تيبور فازيكاش دافيد نوثيغر |
| \| هيكل (دان، بريدجز) – 07:14 \| 1–0 \| \| \| دان (آرمسترونغ) – 07:35 \| 2–0 \| \| \| دان (جاكوبس-ويب، رايلي) – 21:08 \| 3–0 \| \| \| بريدجز (ديكسون، ماكغريغور) – 34:20 \| 4–0 \| \| \| ماكغريغور – 35:39 \| 5–0 \| \| \| دان (ديكسون، بريدجز) (ق.ق.) – 42:50 \| 6–0 \| \| |                |                |                           | Referee: كينيث دانيالسن Linesmen: تيبور فازيكاش دافيد نوثيغر |
| 29 min | Penalties      | 10 min         |                           | Referee: كينيث دانيالسن Linesmen: تيبور فازيكاش دافيد نوثيغر |
| 42 | Shots          | 4              |                           | Referee: كينيث دانيالسن Linesmen: تيبور فازيكاش دافيد نوثيغر |
| هيكل (دان، بريدجز) – 07:14 | 1–0            |                |                           | Referee: كينيث دانيالسن Linesmen: تيبور فازيكاش دافيد نوثيغر |
| دان (آرمسترونغ) – 07:35 | 2–0            |                |                           | Referee: كينيث دانيالسن Linesmen: تيبور فازيكاش دافيد نوثيغر |
| دان (جاكوبس-ويب، رايلي) – 21:08 | 3–0            |                |                           | Referee: كينيث دانيالسن Linesmen: تيبور فازيكاش دافيد نوثيغر |
| بريدجز (ديكسون، ماكغريغور) – 34:20 | 4–0            |                |                           |                                                              |
| ماكغريغور – 35:39 | 5–0            |                |                           |                                                              |
| دان (ديكسون، بريدجز) (ق.ق.) – 42:50 | 6–0            |                |                           |                                                              |

### المجموعة B
| م | فريق           | لعب | ك | OTW | OTL | خ | له | عليه | ف   | نقاط | التأهيل     |
| - | -------------- | --- | - | --- | --- | - | -- | ---- | --- | ---- | ----------- |
| 1 | الصين (H)      | 3   | 3 | 0   | 0   | 0 | 18 | 2    | +16 | 9    | ربع النهائي |
| 2 | جمهورية التشيك | 3   | 2 | 0   | 0   | 1 | 10 | 5    | +5  | 6    | ربع النهائي |
| 3 | إيطاليا        | 3   | 0 | 1   | 0   | 2 | 2  | 12   | −10 | 2    | ربع النهائي |
| 4 | سلوفاكيا       | 3   | 0 | 0   | 1   | 2 | 1  | 12   | −11 | 1    | مستبعد      |

| 5 مارس 2022 16:35 | جمهورية التشيك | 5–0 (2–0, 2–0, 1–0) | إيطاليا | الاستاد الوطني المسقوف، بكين |

| Game reference | Game reference | Game reference | Game reference                | Game reference                                               |
| --- | -------------- | -------------- | ----------------------------- | ------------------------------------------------------------ |
| | مارتن كوديلا   | Goalies        | غابرييل أراودو جوليان كاسلاتر | Referee: كينيث دانيالسن Linesmen: تيبور فازيكاش دافيد نوثيغر |
| \| كوبيش (فاغنر، راول) (هجوم إضافي) – 10:49 \| 1–0 \| \| \| زيليناكا (دوليزال، راول) – 12:36 \| 2–0 \| \| \| بالات (كروبيشكا، هابل) – 15:54 \| 3–0 \| \| \| هيكو (فاغنر) – 17:31 \| 4–0 \| \| \| غايير (فاغنر، كوبيش) (ق.ق.) – 36:35 \| 5–0 \| \| |                |                |                               | Referee: كينيث دانيالسن Linesmen: تيبور فازيكاش دافيد نوثيغر |
| 6 min | Penalties      | 2 min          |                               | Referee: كينيث دانيالسن Linesmen: تيبور فازيكاش دافيد نوثيغر |
| 14 | Shots          | 11             |                               | Referee: كينيث دانيالسن Linesmen: تيبور فازيكاش دافيد نوثيغر |
| كوبيش (فاغنر، راول) (هجوم إضافي) – 10:49 | 1–0            |                |                               | Referee: كينيث دانيالسن Linesmen: تيبور فازيكاش دافيد نوثيغر |
| زيليناكا (دوليزال، راول) – 12:36 | 2–0            |                |                               | Referee: كينيث دانيالسن Linesmen: تيبور فازيكاش دافيد نوثيغر |
| بالات (كروبيشكا، هابل) – 15:54 | 3–0            |                |                               | Referee: كينيث دانيالسن Linesmen: تيبور فازيكاش دافيد نوثيغر |
| هيكو (فاغنر) – 17:31 | 4–0            |                |                               |                                                              |
| غايير (فاغنر، كوبيش) (ق.ق.) – 36:35 | 5–0            |                |                               |                                                              |

| 5 مارس 2022 20:05 | سلوفاكيا | 0–7 (0–2, 0–1, 0–4) | الصين | الاستاد الوطني المسقوف، بكين Attendance: 1,230 |

| Game reference | Game reference  | Game reference                          | Game reference | Game reference                                         |
| --- | --------------- | --------------------------------------- | -------------- | ------------------------------------------------------ |
| | إدوارد ليباتشيك | Goalies                                 | جي يان تشاو    | Referee: كيفن ويبينغر Linesmen: لويس بييلين جان فانييك |
| \| \| 0–1 \| 08:39 – شين (دفاع ناقص) \| \| \| 0–2 \| 13:01 – شين (وانغ تشي دونغ) \| \| \| 0–3 \| 19:43 – تسوي (وانغ تشي دونغ، تشو) \| \| \| 0–4 \| 32:51 – شين (وانغ تشي دونغ) (دفاع ناقص) \| \| \| 0–5 \| 38:00 – لي (ليون) \| \| \| 0–6 \| 41:21 – شين (تسوي) \| \| \| 0–7 \| 43:58 – تيان (تشو، جي يان تشاو) (ق.ق.) \| |                 |                                         |                | Referee: كيفن ويبينغر Linesmen: لويس بييلين جان فانييك |
| 8 min | Penalties       | 10 min                                  |                | Referee: كيفن ويبينغر Linesmen: لويس بييلين جان فانييك |
| 8 | Shots           | 28                                      |                | Referee: كيفن ويبينغر Linesmen: لويس بييلين جان فانييك |
| | 0–1             | 08:39 – شين (دفاع ناقص)                 |                | Referee: كيفن ويبينغر Linesmen: لويس بييلين جان فانييك |
| | 0–2             | 13:01 – شين (وانغ تشي دونغ)             |                | Referee: كيفن ويبينغر Linesmen: لويس بييلين جان فانييك |
| | 0–3             | 19:43 – تسوي (وانغ تشي دونغ، تشو)       |                | Referee: كيفن ويبينغر Linesmen: لويس بييلين جان فانييك |
| | 0–4             | 32:51 – شين (وانغ تشي دونغ) (دفاع ناقص) |                |                                                        |
| | 0–5             | 38:00 – لي (ليون)                       |                |                                                        |
| | 0–6             | 41:21 – شين (تسوي)                      |                |                                                        |
| | 0–7             | 43:58 – تيان (تشو، جي يان تشاو) (ق.ق.)  |                |                                                        |

| 6 مارس 2022 16:35 | إيطاليا | 2–1 ر.ت. (0–0, 0–1, 1–0) (و.إ.: 0–0) (ر.ت. 1–0) | سلوفاكيا | الاستاد الوطني المسقوف، بكين |

| Game reference                                                              | Game reference                | Game reference                                           | Game reference  | Game reference                                         |
| --------------------------------------------------------------------------- | ----------------------------- | -------------------------------------------------------- | --------------- | ------------------------------------------------------ |
|                                                                             | غابرييل أراودو جوليان كاسلاتر | Goalies                                                  | إدوارد ليباتشيك | Referee: أوي لوثكي Linesmen: توني روندستروم جان فانييك |
| \| \| 0–1 \| 29:50 – كورمان (ستاساك) \| \| روزا (لارش) – 39:03 \| 1–1 \| \| |                               |                                                          |                 | Referee: أوي لوثكي Linesmen: توني روندستروم جان فانييك |
| لارش · ديباولي قالب:هدف ضائع · روزا · لارش                                  | Shootout                      | قالب:هدف ضائع ستاساك · جوبا · ليغدا · قالب:هدف ضائع جوبا |                 | Referee: أوي لوثكي Linesmen: توني روندستروم جان فانييك |
| 2 min                                                                       | Penalties                     | 4 min                                                    |                 | Referee: أوي لوثكي Linesmen: توني روندستروم جان فانييك |
| 24                                                                          | Shots                         | 12                                                       |                 | Referee: أوي لوثكي Linesmen: توني روندستروم جان فانييك |
|                                                                             | 0–1                           | 29:50 – كورمان (ستاساك)                                  |                 | Referee: أوي لوثكي Linesmen: توني روندستروم جان فانييك |
| روزا (لارش) – 39:03                                                         | 1–1                           |                                                          |                 | Referee: أوي لوثكي Linesmen: توني روندستروم جان فانييك |

| 6 مارس 2022 20:05 | الصين | 5–2 (0–0, 5–1, 0–1) | جمهورية التشيك | الاستاد الوطني المسقوف، بكين Attendance: 1,207 |

| Game reference | Game reference | Game reference                       | Game reference             | Game reference                                                |
| --- | -------------- | ------------------------------------ | -------------------------- | ------------------------------------------------------------- |
| | جي يان تشاو    | Goalies                              | مارتن كوديلا ميشال فابينكا | Referee: بوبي إسبوزيتو Linesmen: تيبور فازيكاش أندرياس لوندين |
| \| وانغ تشي دونغ (تسوي، تشو) – 06:48 \| 1–0 \| \| \| تيان (تسوي) – 20:29 \| 2–0 \| \| \| شين (تسوي، وانغ تشي دونغ) (ق.ق.) – 30:29 \| 3–0 \| \| \| وانغ تشي دونغ (شين) – 43:09 \| 4–0 \| \| \| \| 4–1 \| 21:53 – أليكس أوها (دوليزال، فيسيلي) \| \| لي (ليون) (دفاع ناقص) – 29:52 \| 5–1 \| \| \| \| 5–2 \| 43:04 – كروبيشكا (هيكو، سيدلاتشيك) \| |                |                                      |                            | Referee: بوبي إسبوزيتو Linesmen: تيبور فازيكاش أندرياس لوندين |
| 14 min | Penalties      | 16 min                               |                            | Referee: بوبي إسبوزيتو Linesmen: تيبور فازيكاش أندرياس لوندين |
| 21 | Shots          | 8                                    |                            | Referee: بوبي إسبوزيتو Linesmen: تيبور فازيكاش أندرياس لوندين |
| وانغ تشي دونغ (تسوي، تشو) – 06:48 | 1–0            |                                      |                            | Referee: بوبي إسبوزيتو Linesmen: تيبور فازيكاش أندرياس لوندين |
| تيان (تسوي) – 20:29 | 2–0            |                                      |                            | Referee: بوبي إسبوزيتو Linesmen: تيبور فازيكاش أندرياس لوندين |
| شين (تسوي، وانغ تشي دونغ) (ق.ق.) – 30:29 | 3–0            |                                      |                            | Referee: بوبي إسبوزيتو Linesmen: تيبور فازيكاش أندرياس لوندين |
| وانغ تشي دونغ (شين) – 43:09 | 4–0            |                                      |                            |                                                               |
| | 4–1            | 21:53 – أليكس أوها (دوليزال، فيسيلي) |                            |                                                               |
| لي (ليون) (دفاع ناقص) – 29:52 | 5–1            |                                      |                            |                                                               |
| | 5–2            | 43:04 – كروبيشكا (هيكو، سيدلاتشيك)   |                            |                                                               |

| 8 مارس 2022 16:35 | إيطاليا | 0–6 (0–4, 0–2, 0–0) | الصين | الاستاد الوطني المسقوف، بكين Attendance: 1,224 |

| Game reference | Game reference                | Game reference                   | Game reference | Game reference                                            |
| --- | ----------------------------- | -------------------------------- | -------------- | --------------------------------------------------------- |
| | جوليان كاسلاتر غابرييل أراودو | Goalies                          | وانغ وي        | Referee: جاكوب غرومسن Linesmen: توني روندستروم جان فانييك |
| \| \| 0–1 \| 00:16 – وانغ تشي دونغ (شين) \| \| \| 0–2 \| 02:41 – باي (وانغ تشي دونغ) \| \| \| 0–3 \| 03:52 – تشيو (لي، تيان) \| \| \| 0–4 \| 12:08 – هو (تيان) (ق.ق.2) \| \| \| 0–5 \| 17:42 – وانغ تشي دونغ (تيان، لي) \| \| \| 0–6 \| 25:23 – تشيو (ليون) \| |                               |                                  |                | Referee: جاكوب غرومسن Linesmen: توني روندستروم جان فانييك |
| 22 min | Penalties                     | 10 min                           |                | Referee: جاكوب غرومسن Linesmen: توني روندستروم جان فانييك |
| 1 | Shots                         | 25                               |                | Referee: جاكوب غرومسن Linesmen: توني روندستروم جان فانييك |
| | 0–1                           | 00:16 – وانغ تشي دونغ (شين)      |                | Referee: جاكوب غرومسن Linesmen: توني روندستروم جان فانييك |
| | 0–2                           | 02:41 – باي (وانغ تشي دونغ)      |                | Referee: جاكوب غرومسن Linesmen: توني روندستروم جان فانييك |
| | 0–3                           | 03:52 – تشيو (لي، تيان)          |                | Referee: جاكوب غرومسن Linesmen: توني روندستروم جان فانييك |
| | 0–4                           | 12:08 – هو (تيان) (ق.ق.2)        |                |                                                           |
| | 0–5                           | 17:42 – وانغ تشي دونغ (تيان، لي) |                |                                                           |
| | 0–6                           | 25:23 – تشيو (ليون)              |                |                                                           |

| 8 مارس 2022 20:05 | جمهورية التشيك | 3–0 (1–0, 1–0, 1–0) | سلوفاكيا | الاستاد الوطني المسقوف، بكين |

| Game reference | Game reference | Game reference | Game reference  | Game reference                                            |
| --- | -------------- | -------------- | --------------- | --------------------------------------------------------- |
| | ميشال فابينكا  | Goalies        | إدوارد ليباتشيك | Referee: كيفن ويبينغر Linesmen: لويس بييلين مات فيرغينبوم |
| \| كروبيشكا (سيدلاتشيك، غايير) – 01:23 \| 1–0 \| \| \| كوبيش (بالات، أوها) – 25:00 \| 2–0 \| \| \| غايير (دوليزال، سيدلاتشيك) – 39:19 \| 3–0 \| \| |                |                |                 | Referee: كيفن ويبينغر Linesmen: لويس بييلين مات فيرغينبوم |
| 4 min | Penalties      | 8 min          |                 | Referee: كيفن ويبينغر Linesmen: لويس بييلين مات فيرغينبوم |
| 19 | Shots          | 7              |                 | Referee: كيفن ويبينغر Linesmen: لويس بييلين مات فيرغينبوم |
| كروبيشكا (سيدلاتشيك، غايير) – 01:23 | 1–0            |                |                 | Referee: كيفن ويبينغر Linesmen: لويس بييلين مات فيرغينبوم |
| كوبيش (بالات، أوها) – 25:00 | 2–0            |                |                 | Referee: كيفن ويبينغر Linesmen: لويس بييلين مات فيرغينبوم |
| غايير (دوليزال، سيدلاتشيك) – 39:19 | 3–0            |                |                 | Referee: كيفن ويبينغر Linesmen: لويس بييلين مات فيرغينبوم |

## جولات الإقصاء

### الأدوار الإقصائية
|  | ربع النهائي      | ربع النهائي |                  |   | نصف النهائي | نصف النهائي                |                            |  | مباراة الميدالية الذهبية | مباراة الميدالية الذهبية |
|  |                  |             |                  |   |             |                            |                            |  |                          |                          |
|  |                  |             |                  |   |             |                            |                            |  |                          |                          |
|  |                  |             |                  |   |             |                            |                            |  |                          |                          |
|  |                  |             |                  |   |             |                            |                            |  |                          |                          |
|  | 11 مارس          |             |                  |   |             |                            |                            |  |                          |                          |
|  |                  |             |                  |   |             |                            |                            |  |                          |                          |
|  | الولايات المتحدة | 11          |                  |   |             |                            |                            |  |                          |                          |
|  | الولايات المتحدة | 11          | 9 مارس           |   |             |                            |                            |  |                          |                          |
|  |                  |             | الصين            | 0 |             |                            |                            |  |                          |                          |
|  | الصين            | 4           | الصين            | 0 |             |                            |                            |  |                          |                          |
|  | الصين            | 4           | 13 مارس          |   |             |                            |                            |  |                          |                          |
|  | جمهورية التشيك   | 3           |                  |   |             |                            |                            |  |                          |                          |
|  | جمهورية التشيك   | 3           | الولايات المتحدة | 5 |             |                            |                            |  |                          |                          |
|  |                  |             | الولايات المتحدة | 5 |             |                            |                            |  |                          |                          |
|  |                  | كندا        | 0                |   |             |                            |                            |  |                          |                          |
|  |                  | كندا        | 0                |   |             |                            |                            |  |                          |                          |
|  | 11 مارس          |             |                  |   |             |                            |                            |  |                          |                          |
|  |                  |             |                  |   |             |                            |                            |  |                          |                          |
|  | كندا             | 11          |                  |   |             |                            |                            |  |                          |                          |
|  | كندا             | 11          | 9 مارس           |   |             |                            |                            |  |                          |                          |
|  |                  |             | كوريا الجنوبية   | 0 |             | مباراة الميدالية البرونزية | مباراة الميدالية البرونزية |  |                          |                          |
|  | كوريا الجنوبية   | 4           | كوريا الجنوبية   | 0 |             | مباراة الميدالية البرونزية | مباراة الميدالية البرونزية |  |                          |                          |
|  | كوريا الجنوبية   | 4           | 12 مارس          |   |             |                            |                            |  |                          |                          |
|  | إيطاليا          | 0           |                  |   |             |                            |                            |  |                          |                          |
|  | إيطاليا          | 0           | الصين            | 4 |             |                            |                            |  |                          |                          |
|  |                  |             |                  |   |             |                            |                            |  |                          |                          |
|  | كوريا الجنوبية   | 0           |                  |   |             |                            |                            |  |                          |                          |
|  | كوريا الجنوبية   | 0           |                  |   |             |                            |                            |  |                          |                          |

### ربع النهائي
| 9 مارس 2022 16:35 | كوريا الجنوبية | 4–0 (1–0, 1–0, 2–0) | إيطاليا | الاستاد الوطني المسقوف، بكين Attendance: 1,206 |

| Game reference | Game reference | Game reference | Game reference | Game reference                                                |
| --- | -------------- | -------------- | -------------- | ------------------------------------------------------------- |
| | تشوي هيوك-جون  | Goalies        | غابرييل أراودو | Referee: بوبي إسبوزيتو Linesmen: مات فيرغينبوم أندرياس لوندين |
| \| جانغ دونغ-شين – 03:30 \| 1–0 \| \| \| جونغ (جانغ دونغ-شين، لي جونغ-كيونغ) – 25:53 \| 2–0 \| \| \| لي جونغ-كيونغ (جونغ) – 30:25 \| 3–0 \| \| \| جانغ دونغ-شين (جانغ جونغ-هو) (مرمى فارغ) – 42:38 \| 4–0 \| \| |                |                |                | Referee: بوبي إسبوزيتو Linesmen: مات فيرغينبوم أندرياس لوندين |
| 10 min | Penalties      | 12 min         |                | Referee: بوبي إسبوزيتو Linesmen: مات فيرغينبوم أندرياس لوندين |
| 17 | Shots          | 15             |                | Referee: بوبي إسبوزيتو Linesmen: مات فيرغينبوم أندرياس لوندين |
| جانغ دونغ-شين – 03:30 | 1–0            |                |                | Referee: بوبي إسبوزيتو Linesmen: مات فيرغينبوم أندرياس لوندين |
| جونغ (جانغ دونغ-شين، لي جونغ-كيونغ) – 25:53 | 2–0            |                |                | Referee: بوبي إسبوزيتو Linesmen: مات فيرغينبوم أندرياس لوندين |
| لي جونغ-كيونغ (جونغ) – 30:25 | 3–0            |                |                | Referee: بوبي إسبوزيتو Linesmen: مات فيرغينبوم أندرياس لوندين |
| جانغ دونغ-شين (جانغ جونغ-هو) (مرمى فارغ) – 42:38 | 4–0            |                |                |                                                               |

| 9 مارس 2022 20:05 | الصين | 4–3 (1–1, 1–0, 2–2) | جمهورية التشيك | الاستاد الوطني المسقوف، بكين |

| Game reference | Game reference | Game reference                       | Game reference             | Game reference                                           |
| --- | -------------- | ------------------------------------ | -------------------------- | -------------------------------------------------------- |
| | جي يان تشاو    | Goalies                              | مارتن كوديلا ميشال فابينكا | Referee: أوي لوثكي Linesmen: دافيد نوثيغر توني روندستروم |
| \| وانغ تشي دونغ (تسوي، تشو) – 06:48 \| 1–0 \| \| \| \| 1–1 \| 08:06 – أوها (دوليزال، فاغنر) \| \| تيان (تسوي) – 20:29 \| 2–1 \| \| \| شين (تسوي، وانغ تشي دونغ) (ق.ق.) – 30:29 \| 3–1 \| \| \| \| 3–2 \| 32:41 – هيكو (أوها) \| \| \| 3–3 \| 39:01 – نوفوتني (غايير، هابل) (ق.ق.) \| \| وانغ تشي دونغ (شين) – 43:09 \| 4–3 \| \| |                |                                      |                            | Referee: أوي لوثكي Linesmen: دافيد نوثيغر توني روندستروم |
| 10 min | Penalties      | 4 min                                |                            | Referee: أوي لوثكي Linesmen: دافيد نوثيغر توني روندستروم |
| 16 | Shots          | 12                                   |                            | Referee: أوي لوثكي Linesmen: دافيد نوثيغر توني روندستروم |
| وانغ تشي دونغ (تسوي، تشو) – 06:48 | 1–0            |                                      |                            | Referee: أوي لوثكي Linesmen: دافيد نوثيغر توني روندستروم |
| | 1–1            | 08:06 – أوها (دوليزال، فاغنر)        |                            | Referee: أوي لوثكي Linesmen: دافيد نوثيغر توني روندستروم |
| تيان (تسوي) – 20:29 | 2–1            |                                      |                            | Referee: أوي لوثكي Linesmen: دافيد نوثيغر توني روندستروم |
| شين (تسوي، وانغ تشي دونغ) (ق.ق.) – 30:29 | 3–1            |                                      |                            |                                                          |
| | 3–2            | 32:41 – هيكو (أوها)                  |                            |                                                          |
| | 3–3            | 39:01 – نوفوتني (غايير، هابل) (ق.ق.) |                            |                                                          |
| وانغ تشي دونغ (شين) – 43:09 | 4–3            |                                      |                            |                                                          |

### نصف النهائي
| 11 مارس 2022 12:05 | قالب:Ish-rt | 11–0 (3–0, 4–0, 4–0) | كوريا الجنوبية | الاستاد الوطني المسقوف، بكين Attendance: 943 |

| Game reference | Game reference             | Game reference | Game reference            | Game reference                                          |
| --- | -------------------------- | -------------- | ------------------------- | ------------------------------------------------------- |
| | دومينيك لاروك آدم كينغسميل | Goalies        | تشوي هيوك-جون لي جاي-وونغ | Referee: جاكوب غرومسن Linesmen: دافيد نوثيغر جان فانييك |
| \| هيكل (ديكسون، ماكغريغور) – 09:48 \| 1–0 \| \| \| بريدجز (ديلاني) (ق.ق.) – 13:37 \| 2–0 \| \| \| ماكغريغور (هيكل، ويستليك) – 14:41 \| 3–0 \| \| \| بريدجز (دان، ديكسون) – 15:45 \| 4–0 \| \| \| بريدجز (دان، هيكل) – 18:11 \| 5–0 \| \| \| ماكغريغور (هيكل) – 19:26 \| 6–0 \| \| \| ويستليك (ماكغريغور، هيكل) – 19:57 \| 7–0 \| \| \| ماكغريغور (هيكل، هنري) – 32:15 \| 8–0 \| \| \| رايلي – 34:37 \| 9–0 \| \| \| جاكوبس-ويب (ديكسون، ليهو) – 37:37 \| 10–0 \| \| \| ماكغريغور (هنري، لافين) – 44:18 \| 11–0 \| \| |                            |                |                           | Referee: جاكوب غرومسن Linesmen: دافيد نوثيغر جان فانييك |
| 8 min | Penalties                  | 4 min          |                           | Referee: جاكوب غرومسن Linesmen: دافيد نوثيغر جان فانييك |
| 43 | Shots                      | 3              |                           | Referee: جاكوب غرومسن Linesmen: دافيد نوثيغر جان فانييك |
| هيكل (ديكسون، ماكغريغور) – 09:48 | 1–0                        |                |                           | Referee: جاكوب غرومسن Linesmen: دافيد نوثيغر جان فانييك |
| بريدجز (ديلاني) (ق.ق.) – 13:37 | 2–0                        |                |                           | Referee: جاكوب غرومسن Linesmen: دافيد نوثيغر جان فانييك |
| ماكغريغور (هيكل، ويستليك) – 14:41 | 3–0                        |                |                           | Referee: جاكوب غرومسن Linesmen: دافيد نوثيغر جان فانييك |
| بريدجز (دان، ديكسون) – 15:45 | 4–0                        |                |                           |                                                         |
| بريدجز (دان، هيكل) – 18:11 | 5–0                        |                |                           |                                                         |
| ماكغريغور (هيكل) – 19:26 | 6–0                        |                |                           |                                                         |
| ويستليك (ماكغريغور، هيكل) – 19:57 | 7–0                        |                |                           |                                                         |
| ماكغريغور (هيكل، هنري) – 32:15 | 8–0                        |                |                           |                                                         |
| رايلي – 34:37 | 9–0                        |                |                           |                                                         |
| جاكوبس-ويب (ديكسون، ليهو) – 37:37 | 10–0                       |                |                           |                                                         |
| ماكغريغور (هنري، لافين) – 44:18 | 11–0                       |                |                           |                                                         |

| 11 مارس 2022 20:05 | قالب:Ish-rt | 11–0 (4–0, 5–0, 2–0) | الصين | الاستاد الوطني المسقوف، بكين Attendance: 987 |

| Game reference | Game reference | Game reference | Game reference      | Game reference                                               |
| --- | -------------- | -------------- | ------------------- | ------------------------------------------------------------ |
| | جين لي         | Goalies        | جي يان تشاو وانغ وي | Referee: كيفن ويبينغر Linesmen: مات فيرغينبوم أندرياس لوندين |
| \| رويبال (فارمر) – 05:23 \| 1–0 \| \| \| رويبال (فارمر) – 05:55 \| 2–0 \| \| \| ميسيفيتش (فارمر، زيك) – 08:45 \| 3–0 \| \| \| رويبال (فارمر، ميسيفيتش) (ق.ق.) – 14:05 \| 4–0 \| \| \| ميسيفيتش (بولس) – 17:59 \| 5–0 \| \| \| فارمر (ميسيفيتش، رويبال) (ق.ق.) – 19:47 \| 6–0 \| \| \| جونز (والاس، رويبال) (ق.ق.) – 22:31 \| 7–0 \| \| \| فارمر (زيك) – 23:13 \| 8–0 \| \| \| وودكي (زيك، والاس) (ق.ق.) – 27:40 \| 9–0 \| \| \| رويبال (والاس، جونز) – 31:57 \| 10–0 \| \| \| بولس – 33:02 \| 11–0 \| \| |                |                |                     | Referee: كيفن ويبينغر Linesmen: مات فيرغينبوم أندرياس لوندين |
| 6 min | Penalties      | 12 min         |                     | Referee: كيفن ويبينغر Linesmen: مات فيرغينبوم أندرياس لوندين |
| 37 | Shots          | 6              |                     | Referee: كيفن ويبينغر Linesmen: مات فيرغينبوم أندرياس لوندين |
| رويبال (فارمر) – 05:23 | 1–0            |                |                     | Referee: كيفن ويبينغر Linesmen: مات فيرغينبوم أندرياس لوندين |
| رويبال (فارمر) – 05:55 | 2–0            |                |                     | Referee: كيفن ويبينغر Linesmen: مات فيرغينبوم أندرياس لوندين |
| ميسيفيتش (فارمر، زيك) – 08:45 | 3–0            |                |                     | Referee: كيفن ويبينغر Linesmen: مات فيرغينبوم أندرياس لوندين |
| رويبال (فارمر، ميسيفيتش) (ق.ق.) – 14:05 | 4–0            |                |                     |                                                              |
| ميسيفيتش (بولس) – 17:59 | 5–0            |                |                     |                                                              |
| فارمر (ميسيفيتش، رويبال) (ق.ق.) – 19:47 | 6–0            |                |                     |                                                              |
| جونز (والاس، رويبال) (ق.ق.) – 22:31 | 7–0            |                |                     |                                                              |
| فارمر (زيك) – 23:13 | 8–0            |                |                     |                                                              |
| وودكي (زيك، والاس) (ق.ق.) – 27:40 | 9–0            |                |                     |                                                              |
| رويبال (والاس، جونز) – 31:57 | 10–0           |                |                     |                                                              |
| بولس – 33:02 | 11–0           |                |                     |                                                              |

### مباراة المركز السابع
| 10 مارس 2022 18:05 |  | ألغيت |  | الاستاد الوطني المسقوف، بكين |

### مباراة المركز الخامس
| 11 مارس 2022 16:05 | جمهورية التشيك | 3–4 و.إ. (0–0, 1–1, 2–2) (و.إ. 0–1) | إيطاليا | الاستاد الوطني المسقوف، بكين |

| Game reference | Game reference | Game reference                    | Game reference | Game reference                                             |
| --- | -------------- | --------------------------------- | -------------- | ---------------------------------------------------------- |
| | ميشال فابينكا  | Goalies                           | جوليان كاسلاتر | Referee: بوبي إسبوزيتو Linesmen: لويس بييلين تيبور فازيكاش |
| \| \| 0–1 \| 24:11 – روزا (ماكري) (ق.ق.) \| \| أوها (فيسيلي، بالات) (ق.ق.) – 27:24 \| 1–1 \| \| \| نوفوتني (ضربة جزاء) – 37:05 \| 2–1 \| \| \| \| 2–2 \| 40:48 – روزا (لارش، ديباولي) \| \| غايير (نوفوتني، راول) – 44:15 \| 3–2 \| \| \| \| 3–3 \| 44:48 – ماكري (روزا) (هجوم إضافي) \| \| \| 3–4 \| 51:47 – ديباولي (ماكري) \| |                |                                   |                | Referee: بوبي إسبوزيتو Linesmen: لويس بييلين تيبور فازيكاش |
| 8 min | Penalties      | 8 min                             |                | Referee: بوبي إسبوزيتو Linesmen: لويس بييلين تيبور فازيكاش |
| 19 | Shots          | 18                                |                | Referee: بوبي إسبوزيتو Linesmen: لويس بييلين تيبور فازيكاش |
| | 0–1            | 24:11 – روزا (ماكري) (ق.ق.)       |                | Referee: بوبي إسبوزيتو Linesmen: لويس بييلين تيبور فازيكاش |
| أوها (فيسيلي، بالات) (ق.ق.) – 27:24 | 1–1            |                                   |                | Referee: بوبي إسبوزيتو Linesmen: لويس بييلين تيبور فازيكاش |
| نوفوتني (ضربة جزاء) – 37:05 | 2–1            |                                   |                | Referee: بوبي إسبوزيتو Linesmen: لويس بييلين تيبور فازيكاش |
| | 2–2            | 40:48 – روزا (لارش، ديباولي)      |                |                                                            |
| غايير (نوفوتني، راول) – 44:15 | 3–2            |                                   |                |                                                            |
| | 3–3            | 44:48 – ماكري (روزا) (هجوم إضافي) |                |                                                            |
| | 3–4            | 51:47 – ديباولي (ماكري)           |                |                                                            |

### مباراة الميدالية البرونزية
| 12 مارس 2022 20:05 | الصين | 4–0 (1–0, 1–0, 2–0) | كوريا الجنوبية | الاستاد الوطني المسقوف، بكين Attendance: 492 |

| Game reference | Game reference | Game reference | Game reference | Game reference                                               |
| --- | -------------- | -------------- | -------------- | ------------------------------------------------------------ |
| | جي يان تشاو    | Goalies        | لي جاي-وونغ    | Referee: كيفن ويبينغر Linesmen: مات فيرغينبوم توني روندستروم |
| \| وانغ تشي دونغ (شين، تشو) – 04:06 \| 1–0 \| \| \| شين – 16:00 \| 2–0 \| \| \| لي (شين، تشو) – 43:15 \| 3–0 \| \| \| شين (وانغ تشي دونغ) (مرمى فارغ) – 44:48 \| 4–0 \| \| |                |                |                | Referee: كيفن ويبينغر Linesmen: مات فيرغينبوم توني روندستروم |
| 22 min | Penalties      | 16 min         |                | Referee: كيفن ويبينغر Linesmen: مات فيرغينبوم توني روندستروم |
| 23 | Shots          | 11             |                | Referee: كيفن ويبينغر Linesmen: مات فيرغينبوم توني روندستروم |
| وانغ تشي دونغ (شين، تشو) – 04:06 | 1–0            |                |                | Referee: كيفن ويبينغر Linesmen: مات فيرغينبوم توني روندستروم |
| شين – 16:00 | 2–0            |                |                | Referee: كيفن ويبينغر Linesmen: مات فيرغينبوم توني روندستروم |
| لي (شين، تشو) – 43:15 | 3–0            |                |                | Referee: كيفن ويبينغر Linesmen: مات فيرغينبوم توني روندستروم |
| شين (وانغ تشي دونغ) (مرمى فارغ) – 44:48 | 4–0            |                |                |                                                              |

### مباراة الميدالية الذهبية
| 13 مارس 2022 12:05 | قالب:Ish-rt | 5–0 (2–0, 2–0, 1–0) | كندا | الاستاد الوطني المسقوف، بكين Attendance: 1,012 |

| Game reference | Game reference | Game reference | Game reference | Game reference                                            |
| --- | -------------- | -------------- | -------------- | --------------------------------------------------------- |
| | جين لي         | Goalies        | دومينيك لاروك  | Referee: جاكوب غرومسن Linesmen: أندرياس لوندين جان فانييك |
| \| فارمر (دفاع ناقص) – 09:08 \| 1–0 \| \| \| رويبال (دفاع ناقص) – 09:33 \| 2–0 \| \| \| رويبال (وودكي) – 17:39 \| 3–0 \| \| \| بولس (فارمر) – 22:51 \| 4–0 \| \| \| فارمر (بولس، رويبال) – 35:57 \| 5–0 \| \| |                |                |                | Referee: جاكوب غرومسن Linesmen: أندرياس لوندين جان فانييك |
| 10 min | Penalties      | 2 min          |                | Referee: جاكوب غرومسن Linesmen: أندرياس لوندين جان فانييك |
| 20 | Shots          | 16             |                | Referee: جاكوب غرومسن Linesmen: أندرياس لوندين جان فانييك |
| فارمر (دفاع ناقص) – 09:08 | 1–0            |                |                | Referee: جاكوب غرومسن Linesmen: أندرياس لوندين جان فانييك |
| رويبال (دفاع ناقص) – 09:33 | 2–0            |                |                | Referee: جاكوب غرومسن Linesmen: أندرياس لوندين جان فانييك |
| رويبال (وودكي) – 17:39 | 3–0            |                |                | Referee: جاكوب غرومسن Linesmen: أندرياس لوندين جان فانييك |
| بولس (فارمر) – 22:51 | 4–0            |                |                |                                                           |
| فارمر (بولس، رويبال) – 35:57 | 5–0            |                |                |                                                           |

## الترتيب النهائي
| الترتيب | الفريق                     | المباريات | فوز | خسارة | نسبة الفوز | النقاط | الأهداف المسجلة | الأهداف المقبولة | نهايات فاز بها | نهايات خسرها | نهايات فارغة | نهايات مسروقة | نسبة التسديد |
| ------- | -------------------------- | --------- | --- | ----- | ---------- | ------ | --------------- | ---------------- | -------------- | ------------ | ------------ | ------------- | ------------ |
| 1       | كوريا الجنوبية             | 11        | 9   | 2     | 82%        | 9      | 65              | 51               | 38             | 36           | 9            | 11            | 66%          |
| 2       | كندا                       | 11        | 9   | 2     | 82%        | 9      | 74              | 45               | 47             | 28           | 6            | 27            | 62%          |
| 3       | الصين                      | 11        | 9   | 2     | 82%        | 9      | 85              | 42               | 43             | 32           | 2            | 16            | 67%          |
| 4       | النرويج                    | 11        | 7   | 4     | 64%        | 7      | 55              | 57               | 41             | 35           | 5            | 15            | 58%          |
| 5       | سويسرا                     | 11        | 5   | 6     | 45%        | 5      | 56              | 63               | 36             | 45           | 2            | 11            | 61%          |
| 6       | اللجنة البارالمبية الدولية | 11        | 5   | 6     | 45%        | 5      | 61              | 63               | 44             | 37           | 2            | 23            | 62%          |
| 7       | ألمانيا                    | 11        | 5   | 6     | 45%        | 5      | 57              | 68               | 37             | 39           | 5            | 16            | 54%          |
| 8       | المملكة المتحدة            | 11        | 5   | 6     | 45%        | 5      | 57              | 53               | 41             | 41           | 6            | 20            | 62%          |
| 9       | سلوفاكيا                   | 11        | 4   | 7     | 36%        | 4      | 62              | 72               | 39             | 46           | 1            | 11            | 57%          |
| 10      | السويد                     | 11        | 4   | 7     | 36%        | 4      | 47              | 66               | 29             | 45           | 8            | 8             | 57%          |
| 11      | الولايات المتحدة           | 11        | 2   | 9     | 18%        | 2      | 58              | 63               | 37             | 45           | 3            | 12            | 60%          |
| 12      | فنلندا                     | 11        | 2   | 9     | 18%        | 2      | 53              | 87               | 35             | 46           | 1            | 11            | 51%          |

## الإحصائيات

### هدافو النقاط
تُظهر القائمة أفضل عشرة متزلجين مرتبين حسب النقاط، ثم الأهداف.
| اللاعب          | المباريات | الأهداف | التمريرات الحاسمة | النقاط | +/− | دقائق عقوبة | المركز |
| --------------- | --------- | ------- | ----------------- | ------ | --- | ----------- | ------ |
| ديكلان فارمر    | 4         | 7       | 11                | 18     | +16 | 0           | هجوم   |
| شين يي فنغ      | 6         | 8       | 6                 | 14     | +10 | 20          | هجوم   |
| برودي رويبال    | 4         | 8       | 4                 | 12     | +12 | 2           | هجوم   |
| وانغ تشي دونغ   | 6         | 5       | 7                 | 12     | +11 | 8           | هجوم   |
| جوش ميسيفيتش    | 4         | 4       | 6                 | 10     | +10 | 4           | هجوم   |
| جوش بولس        | 4         | 3       | 6                 | 9      | +10 | 0           | دفاع   |
| جاك والاس       | 4         | 3       | 6                 | 9      | +16 | 4           | دفاع   |
| تايلر ماكغريغور | 4         | 5       | 3                 | 8      | +5  | 2           | هجوم   |
| بيلي بريدجز     | 4         | 4       | 2                 | 6      | +2  | 0           | هجوم   |
| ميشال غايير     | 5         | 4       | 2                 | 6      | +1  | 2           | هجوم   |

م.ل. = المباريات الملعبوة؛ أ. = الأهداف؛ ت. = التمريرات الحاسمة؛ ن. = النقاط؛ +/− = زائد/ناقص؛ د.ع. = دقائق العقوبات؛ مركز = المركز
المصدر: بكين 2022

### أبرز حراس المرمى
تُدرج هذه القائمة أفضل خمسة حراس مرمى فقط، بناءً على نسبة التصديات، الذين لعبوا ما لا يقل عن 40% من دقائق فريقهم.
| اللاعب          | الوقت على الجليد | الأهداف المقبولة | متوسط الأهداف المقبولة | التسديدات ضد | نسبة التصديات | شباك نظيفة |
| --------------- | ---------------- | ---------------- | ---------------------- | ------------ | ------------- | ---------- |
| جين لي          | 165:00           | 0                | 0.00                   | 33           | 100.00        | 3          |
| ميشال فابينكا   | 119:25           | 5                | 1.88                   | 34           | 85.29         | 1          |
| إدوارد ليباتشيك | 140:00           | 11               | 3.54                   | 70           | 84.29         | 0          |
| جي يان تشاو     | 195:00           | 9                | 2.08                   | 53           | 83.02         | 2          |
| لي جاي-وونغ     | 151:13           | 21               | 6.25                   | 115          | 81.74         | 0          |

الوقت على الجليد = الوقت بالدقائق والثواني؛ الأهداف المقبولة = الأهداف المقبولة؛ متوسط الأهداف المقبولة = متوسط الأهداف المقبولة؛ التسديدات ضد = التسديدات ضد المرمى؛ نسبة التصديات = نسبة التصديات؛ شباك نظيفة = شباك نظيفة
المصدر: بكين 2022

## الجوائز
| المركز    | اللاعب      |
| --------- | ----------- |
| حارس مرمى | لي جاي-وونغ |
| مدافع     | جاك والاس   |
| مهاجم     | شين يي فنغ  |

| المركز    | اللاعب          |
| --------- | --------------- |
| حارس مرمى | جين لي          |
| مدافع     | تايلر ماكغريغور |
| مدافع     | جوش بولس        |
| مهاجم     | ديكلان فارمر    |
| مهاجم     | بيلي بريدجز     |
| مهاجم     | شين يي فنغ      |
| أفضل لاعب | ديكلان فارمر    |

## وصلات خارجية
- كتاب النتائج